# Похідна за часом
Похідна за часом (похідна щодо часу) dx/dt належить до похідної часу стосовно функції або функціоналу, що має час як аргумент, або похідної самого часу. Похідну за часом функції, часто називають за швидкістю, тому що вона являє собою швидкість зміни вихідної функції з плином часу. Наприклад, швидкість руху об'єкта, швидкість плину хімічної реакції тощо, належать до похідної за часом від положення і похідної за часом від кількості речовини, відповідно.
Похідна за часом використовується, коли легко обробляти похідну вихідної функції, щоби дослідити властивість вихідної функції на додаток до мети вивчення ступеня тимчасової зміни об'єкта. Альтернативно, як і загальне диференційне рівняння, вона з'являється, коли розвиток часу для невідомої функції задається диференційним рівнянням відносно часу.
У математиці та фізиці часто цікавлять симетрія та інваріантність певних перетворень. Інваріантність щодо зміни часу є особливо важливою, а величина, похідна за часом якої дорівнює 0, називається збереженою величиною. У цей час початкова кількість не змінюється з часом. Як пропонує теорема Нетер, обсяг збереження та закон збереження, який звідти випливає, вважаються відображеннями основних властивостей системи, тому вони важливі під час розгляду основної моделі в галузі природничих наук.

## Використання в економіці
В економіці багато теоретичних моделей розвитку різних економічних змінних, будуються в безперервному часі і тому використовують похідні за часом. Ситуація стосується змінної основного запасу і її похідної за часом, змінної потоку. Прикладами є:
- Потік чистих інвестицій в основний капітал, є похідною за часом акціонерного капіталу.
- Потік інвестицій в запаси є похідною за часом, від рівня запасів.
- Стрімкість зростання грошової маси, є похідною за часом грошової маси, поділеній на саму грошову масу.

Іноді похідна за часом від змінної потоку, може з'явитися в моделі:
- Стрімкість зростання випуску — це похідна за часом потоку випуску продукції, поділена на саму продукцію.
- Стрімкість зростання робочої сили — це похідна за часом робочої сили, поділена на самі трудові ресурси.

І інколи з'являється похідна за часом від змінної, яка, на відміну від наведених вище прикладів, не вимірюється у грошових одиницях:
- Може з'явитися похідна за часом ключової відсоткової ставки.
- Рівень інфляції — це стрімкість зростання рівня цін, тобто похідна за часом  рівня цін, поділена на сам рівень цін.